# Olympische Sommerspiele 1992/Teilnehmer (Malaysia)
| Gelbes Symbol für Goldmedaillen mit stilisierten Olympischen Ringen | Graues Symbol für Silbermedaillen mit stilisierten Olympischen Ringen | Braundes Symbol für Bronzemedaillen mit stilisierten Olympischen Ringen |
| ------------------------------------------------------------------- | --------------------------------------------------------------------- | ----------------------------------------------------------------------- |
| —                                                                   | —                                                                     | 1                                                                       |

Malaysia nahm an den Olympischen Sommerspielen 1992 in Barcelona mit einer Delegation von 26 ausschließlich männlichen Athleten an elf Wettkämpfen in sechs Sportarten teil. Fahnenträger bei der Eröffnungsfeier war der Badmintonspieler Razif Sidek, der zusammen mit seinem Bruder Jalani die Bronzemedaille im Herrendoppel gewann – der erste Medaillenerfolg in der olympischen Geschichte Malaysias.

## Medaillengewinner

### Bronze
| Name                       | Sportart  | Wettkampf      |
| -------------------------- | --------- | -------------- |
| Razif Sidek & Jalani Sidek | Badminton | Männer, Doppel |

## Teilnehmer nach Sportarten

### Badminton
- Rashid Sidek
Einzel: Viertelfinale

- Foo Kok Keong
Einzel: Achtelfinale

- Razif Sidek & Jalani Sidek
Doppel: Bronze

- Soo Beng Kiang & Cheah Soon Kit
Doppel: 1. Runde

### Hockey
- 9. Platz

- Kader
Mohamed Abdul Hadj
Lailin Abu Hassan
Soon Mustafa bin Karim
Ahmed Fadzil
Gary Fidelis
Suppiah Suria Ghandi
Dharma Raj Kanniah
Lim Chiow Chuan
Paul Lopez
Aanantha Sambu Mayavo
Nor Saiful Zaini Nasir-ud-Din
Mirnawan Nawawi
Shankar Ramu
Sarjit Singh Kyndan
Brian Jaya Siva
Tai Beng Hai

### Leichtathletik
- Nur Herman Majid
110 Meter Hürden: Vorläufe

### Radsport
- Murugayan Kumaresan
Straßenrennen: DNF
4000 Meter Einerverfolgung: 22. Platz in der Qualifikation
Punktefahren: 21. Platz

### Schießen
- Kaw Fun Ying
Skeet: 33. Platz

### Schwimmen
- Jeffrey Ong
200 Meter Freistil: 36. Platz
400 Meter Freistil: 37. Platz
1500 Meter Freistil: 20. Platz